# Eschweiler (Luxemburg)
Eschweiler (luxemburguès Eschweiler, alemany Eschweiler) és una vila de la comuna d'Esch-sur-Sûre i antigua comuna al nord-oest de Luxemburg, en el cantó de Wiltz. Comprèn les viles d'Eschweiler, Erpeldange, Knaphoscheid i Selscheid.

## Població
| Nacionalitat   | Població | %      |
| -------------- | -------- | ------ |
| luxemburguesos | 470      | 77,18% |
| Forasters      | 139      | 22,82% |
| - portuguesos  | 14       | 2,30%  |
| - francesos    | 16       | 2,63%  |
| - italians     | 5        | 0,82%  |
| - belgues      | 54       | 8,87%  |
| - alemanys     | 17       | 2,79%  |
| - iugoslaus    | 10       | 1,64%  |
| - altres       | 23       | 3,78%  |

## Evolució demogràfica
| Any        | Població |
| ---------- | -------- |
| 15/02/2001 | 609      |
| 01/01/2002 | 640      |
| 01/01/2003 | 650      |
| 01/01/2004 | 714      |
| 01/01/2005 | 751      |